# 神奈川スバル
神奈川スバル株式会社（かながわスバル）は、神奈川県横浜市港北区に本社を置くSUBARUのディーラーである。

## 沿革
- 1968年3月 - 富士重工業100％出資直営店として、神奈川スバル自動車株式会社設立
- 1989年7月 - 株式会社スバルオート横浜設立
- 1999年10月1日 - 神奈川スバル自動車とスバルオート横浜が統合して、神奈川スバル株式会社が誕生[2]。
- 2001年7月‐桜木町から新横浜へ本社移転。
- 2003年6月‐港南店リニューアルオープン
- 2005年
  - 2月‐泉店、CS泉リニューアルオープン
  - 8月‐新山下店新規オープン
- 2006年4月‐海老名店リニューアルオープン
- 2007年6月‐厚木店移転に伴い、厚木・伊勢原店としてリニューアルオープン。厚木・伊勢原BPセンターオープン
- 2008年8月 -
  - 磯子店の移転に伴い、金沢店がオープン
  - 横須賀BPセンターの移転に伴い、金沢BPセンターがオープン
- 2009年
  - 4月‐愛川BPセンターオープン
  - 10月‐相模原南店、CS相模原南リニューアルオープン
- 2013年3月‐新百合ヶ丘店、CS新百合ヶ丘リニューアルオープン
- 2015年
  - 7月‐荏田西店新規オープン
  - 12月‐湘南店がリニューアルオープン
- 2016年
  - 4月‐平塚店がリニューアルオープン
  - 7月‐CS湘南がリニューアルオープン
  - 10月‐CS平塚がリニューアルオープン
- 2017年
  - 6月‐東名川崎店新規オープン
  - 8月‐新横浜店がリニューアルオープン
- 2018年1月‐港南店がリニューアルオープン
- 2019年1月‐泉店がリニューアルオープン
- 2020年7月‐青葉台店がリニューアルオープン

## 店舗
1. 新車店舗：26店舗
2. 中古車展示場（カースポット）：7店舗
3. 中古車センター：1店舗
4. 部品センター：1店舗
5. BPセンター：3店舗

- 本社・新横浜店 - 神奈川県横浜市港北区新横浜
- 港北ニュータウン店 - 神奈川県横浜市都筑区荏田東
- 青葉台店 - 神奈川県横浜市青葉区青葉台
- 荏田西店 - 神奈川県横浜市青葉区荏田西
- 綱島店 - 神奈川県横浜市鶴見区駒岡
- 新山下店 - 神奈川県横浜市中区新山下
- 港南店 - 神奈川県横浜市港南区日野中央
- 金沢店 - 神奈川県横浜市金沢区幸浦
- 二俣川店 - 神奈川県横浜市旭区本村町
- 泉店 - 神奈川県横浜市泉区和泉町
- 川崎店 - 神奈川県川崎市幸区紺屋町
- 東名川崎店‐神奈川県川崎市宮前区土橋
- 登戸店 - 神奈川県川崎市多摩区長尾
- 新百合ヶ丘店 - 神奈川県川崎市麻生区片平
- 湘南店 - 神奈川県茅ヶ崎市小和田
- 平塚店 - 神奈川県平塚市田村
- 秦野店 - 神奈川県秦野市曽屋
- 開成店 - 神奈川県足柄上郡開成町吉田島
- 小田原店 - 神奈川県小田原市寿町
- 鎌倉店 - 神奈川県鎌倉市岩瀬
- 鎌倉深沢店 - 神奈川県鎌倉市笛田
- 横須賀店 - 神奈川県横須賀市佐原
- 相模原南店 - 神奈川県相模原市南区麻溝台
- 相模原店 - 神奈川県相模原市中央区千代田
- 海老名店 - 神奈川県海老名市中新田
- 厚木・伊勢原店 - 神奈川県伊勢原市高森
- カースポット新山下‐神奈川県横浜市中区新山下
- カースポット泉‐神奈川県横浜市泉区和泉町
- カースポット新百合ヶ丘‐神奈川県川崎市麻生区片平
- カースポット相模原南‐神奈川県相模原市南区麻溝台
- カースポット湘南‐神奈川県茅ヶ崎市小和田
- カースポット平塚‐神奈川県平塚市田村
- カースポット小田原‐神奈川県小田原市寿町